# 1653 a tudományban
Az 1653. év a tudományban és a technikában.

## Fizika
- Blaise Pascal publikálja a Treatise on the Equilibrium of Liquids-et melyben a Pascali nyomástörvényeket írja le